# Palettkirurg
Palettkirurg (Paracanthurus hepatus) är en art som tillhör familjen kirurgfiskar (Acanthuridae). Den kan bli upptill 35 cm i naturen, i akvarium vanligen mindre. Palettkirurgen förekommer i Indiska oceanen och Stilla havet. Kosten utgörs främst av alger.
Filmfiguren "Doris" i filmerna Hitta Nemo och Hitta Doris tillhör arten palettkirurg(fisk).